# Triklabendazol
Triklabendazol (anglicky Triclabendazole) je antiparazitikum ze skupiny benzimidazolů působící proti jaterním motolicím (motolice jaterní, Fascioloides magna, Fasciola gigantica). Zatímco ostatní benzimidazoly, jako je fenbendazol nebo mebendazol, jsou širokospektrá antiparazitika s účinností proti hlísticím, tasemnicím a některým motolicím, triklabendazol je účinný pouze proti jaterním motolicím.
U lidí se vyrábí ve formě tablet v přípravku Egaten®, u zvířat je známý především v preparátu Fasinex®. Dle WHO je triklabendazol v dávce 10–12 mg/kg lékem první volby při léčbě fasciolózy u lidí.
V České republice je triklabendazol dostupný a registrován od roku 2007 v přípravku Tricloben. Lze jej použít pro masný skot, u mléčného skotu lze aplikovat jen u jalovic do stádia druhého trimestru březosti. Nesmí se aplikovat kravám, jejichž mléko je určeno k lidské spotřebě, a to ani v době stání na sucho.
Celosvětovým problémem je rostoucí počet případů rezistence motolice jaterní na triklabendazol. Rezistence na triklabendazol u ovcí a skotu byla potvrzena v Austrálii, Irsku, Velké Británii, Nizozemsku, Španělsku a Argentině. První případ motolic rezistentních na triklabendazol u člověka byl hlášen v roce 2012 z Nizozemí.

## Komerční preparáty obsahující triklabendazol
- v humánní medicíně: originální přípravek EGATEN®
- ve veterinární medicíně: originální přípravek FASINEX®, generika např.: Tricloben®, Tribex®, Endofluke®, Triclacert®
  - v kombinaci s jiným anthelmintikem: Fasimec®, Combinex cattle®